# 约安娜·林凯维奇
约安娜·林凯维奇（波蘭語：Joanna Linkiewicz，1990年5月2日—），波兰女子田径运动员，2015年欧洲室内田径锦标赛女子4×400米接力铜牌得主、2016年欧洲田径锦标赛女子400米栏银牌得主、2018年世界室内田径锦标赛女子4×400米接力银牌得主。